# Сепарабельне розширення
Сепарабельне розширення — алгебраїчне розширення поля L/K, що складається з сепарабельних елементів тобто таких елементів α, мінімальний многочлен f(x)  над K для яких не має кратних коренів.  Похідна f'(x) повинна бути по вищезгаданому ненульовим многочленом. За визначенням, всі поля характеристики 0 сепарабельні, тому поняття сепарабельності нетривіальне лише для полів ненульової характеристики p. 
Для скінченних розширень маємо наступну теорему: 
Якщо K ⊆ L ⊆ K*, де K* — алгебраїчне замикання поля К, то L сепарабельне тоді і тільки тоді, коли число різних ізоморфізмів σ L в замикання, алгебри K*, над K рівне степеню [L:K]. У разі несепарабельних розширень це число є дільником [L:K] і називається сепарабельним степенем [L:K]s.

## Властивості сепарабельних розширень
Нехай K ⊆ L ⊆ F. Якщо L/K і F/L сепарабельні, то і F/K сепарабельне. Навпаки, якщо F/K сепарабельне, то і L/K і F/L сепарабельні.
Якщо L/K сепарабельне, то для будь-якого розширення F/K (якщо F і L містяться в деякому полі) добуток полів LF є сепарабельним розширенням K.
Теорема про первісний елемент:
Якщо L=K(α1,α2...αn) , де α1 — алгебраїчний (не обов'язково сепарабельний) над K, а α2...αn — алгебраїчні і сепарабельні, то існує такий елемент θ, що L=K(θ)  (т.з. первісний або примітивний елемент).

## Узагальнення сепарабельності на неалгебраїчні розширення
Спочатку введемо поняття лінійної незалежності двох розширень L/K і E/K, де поля L і E є підполями деякого L називається лінійно незалежним від E над K, якщо  будь-яка скінченна множина елементів L лінійно незалежна над K залишається лінійно незалежним і над L. Легко доводиться симетричність цього визначення: якщо L лінійно незалежне від E над K, то і навпаки, E лінійно незалежне від L над K.
Позначимо {\displaystyle K^{p^{-m}}} — розширення поля, породжене приєднанням всіх коренів степеня pm з елементів K.  Розширення L над K називається сепарабельним, якщо L для деякого натурального m лінійне незалежне від {\displaystyle K^{p^{-m}}} над K. Для алгебраїчних розширень, це визначення еквівалентно звичайному. Можна довести, що від числа m дане визначення не залежить і рівносильно лінійній незалежності L і {\displaystyle K^{p^{-\infty }}} - добутку всіх {\displaystyle K^{p^{-m}}}.